# Нитльёган
Нитльёган (устар. Нитль-Ега) — река в России, протекает по Ханты-Мансийскому АО. Устье реки находится в 12 км по правому берегу реки Охан. Длина реки составляет 69 км, площадь водосборного бассейна 527 км².

## Данные водного реестра
По данным государственного водного реестра России относится к Иртышскому бассейновому округу, водохозяйственный участок реки — Конда, речной подбассейн реки — Конда. Речной бассейн реки — Иртыш.
Код объекта в государственном водном реестре — 14010600112115300016634.